# Ave Maria (Karl May)
Das Ave Maria von 1883 ist ein bekanntes Gedicht Karl Mays, das zu Winnetous Tod erklang und in mehreren May-Texten eine Rolle spielt. Ave Maria ist außerdem eine Titelvariante der Reiseerzählung Im „wilden Westen“ Nordamerika’s. Das Ave Maria von 1898 ist ein weiteres Gedicht, das May zur Erstkommunion für Magda Seyler schrieb. Außerdem komponierte May eine Melodie zum Gedicht Ave Maria der Gondolieri am Traghetto della Salute von Ida von Düringsfeld. Der Titel des Gedichts spielt auf das Ave Maria (lat. „Gegrüßt seist du, Maria“) an, einen lukanischen Bibeltext, der zum wichtigen Gebet in der katholischen Kirche wurde. Karl Mays Text stellt allerdings keine Übersetzung oder Bearbeitung dieses Bibeltextes dar, sondern ist von diesem unabhängig.

## Text
Es will das Licht des Tages scheiden;

Nun bricht die stille Nacht herein.

Ach, könnte doch des Herzens Leiden

So, wie der Tag vergangen sein!

Ich leg’ mein Flehen dir zu Füßen;

O, trag’s empor zu Gottes Thron,

Und laß, Madonna, laß dich grüßen

Mit des Gebetes frommem Ton:

Ave, ave Maria!

Es will das Licht des Glaubens scheiden;

Nun bricht des Zweifels Nacht herein.

Das Gottvertrau’n der Jugendzeiten,

Es soll mir abgestohlen sein.

Erhalt’, Madonna, mir im Alter

Der Kindheit frohe Zuversicht;

Schütz’ meine Harfe, meinen Psalter;

Du bist mein Heil, du bist mein Licht!

Ave, ave Maria!

Es will das Licht des Lebens scheiden;

Nun bricht des Todes Nacht herein.

Die Seele will die Schwingen breiten;

Es muß, es muß gestorben sein.

Madonna, ach, in deine Hände

Leg' ich mein letztes, heißes Fleh’n:

Erbitte mir ein gläubig Ende

Und dann ein selig Aufersteh’n!

Ave, ave Maria!

## Im Werk Karl Mays
Das dreistrophige Ave Maria wird von den deutschen Siedlern für den sterbenden Winnetou gesungen.
Karl May schildert diese Szene in seiner Erzählung Im „wilden Westen“ Nordamerika’s, die 1883 beim Verlag Heinrich Theissing (Köln) in der katholischen Zeitschrift Feierstunden im häuslichen Kreise veröffentlicht wurde. Dabei hat das Lied aber nur zwei Strophen; die mittlere wurde erstmals in der autobiografischen Skizze Freuden und Leiden eines Vielgelesenen abgedruckt. Selbst in Winnetou III in den Gesammelten Reiseerzählungen fehlt die zweite Strophe. Erst in der Ausgabe letzter Hand – der Illustrierten Ausgabe – erscheint der vollständige Text.

## Vertonungen
In der Zeitschriftenfassung und den ersten Buchausgaben des Textes Ave Maria berichtet der Ich-Erzähler, dass er das Gedicht vor „einer Reihe von Jahren“ in Chicago für einen Freund, einen Musikdirektor, geschrieben habe. Dieser Freund habe dieses Ave Maria dann vertont, und die Aufführung sei ein großer Erfolg gewesen. In der illustrierten Buchausgabe ist der Ich-Erzähler selbst der Komponist.
Karl May hat dieses Gedicht tatsächlich selbst vertont: Die Komposition fand ihre erste Veröffentlichung im Juni 1897 im Deutschen Hausschatz. Diese Fassung ist für Männerchor gesetzt und steht in Es-Dur. Es wird von der Redaktion erwähnt, dass demnächst eine weitere „Komposition des Ave Maria von Karl May“ veröffentlicht würde. Im August 1897 (Heft 46) erschien dann eine Vertonung des Ave Maria von Joseph Schildknecht.
Die ein Jahr später erschienene Erstausgabe der Mappe Ernste Klänge, Heft I, brachte – ebenso wie die spätere Auflage, die jedoch in schlichterem Gewand und ohne den Zusatz Heft I erschien – das Ave Maria zusätzlich in einer B-Dur-Fassung für gemischten Chor. In der Radebeuler und der Bamberger Ausgabe wurde später die Männerchor-Fassung weggelassen.
Für weitere Vertonungen siehe Ave Maria (Vertonungen).

## Sonstiges
- Ave Maria zählt zusammen mit dem Gedicht Vergiß mich nicht[8] zu den einzigen Kompositionen, die Karl May zu Lebzeiten veröffentlichen ließ. Aus Mays Nachlass sind ein gutes Dutzend weiterer Lieder und Gedichtvertonungen erhalten, die der gescheiterte Lehramtsanwärter um 1864 in seiner Funktion als Chorleiter für den Ernstthaler Gesangverein „Lyra“ schrieb.
- Inzwischen gibt es mehrere Einspielungen der Lieder, u. a. auf der dem Band Karl May und die Musik beiliegenden CD.
- Im fünften und letzten Teil des Hörspiels Winnetou von Kurt Meister aus dem Jahre 1956 ist zunächst von den bayerischen Siedlern die dritte Strophe des Liedes aus der Ferne zu hören, was Winnetou tief bewegt und ihn dazu veranlasst, sie später – während er mit dem Tode ringt – zu bitten, dieses Lied noch ein letztes Mal für ihn zu singen. Kurz danach stirbt er. Bei dieser Fassung handelt es sich nicht um die May-Vertonung, sondern um einen Männerchorsatz in langsamem, getragenem 6/4-Takt.
- 1908 wurde das Gedicht ins Italienische übersetzt und im März auf „Mays Musik“ in der großen Pfarrkirche in Budapest-Kőbánya gesungen.[9]